# Arendsee (sjö)
Arendsee är en sjö i det tyska förbundslandet Sachsen-Anhalt. Vid sjön ligger staden Arendsee.
Sjön har en yta av 540 hektar och den är upp till 50 meter djup, vilket gör den till den största naturliga insjön i Sachsen-Anhalt och en av de djupaste insjöarna i norra Tyskland. Vid sjöns uppkomst löstes underjordiska saltavlagringar och marken ovanför sänkte sig.
Vid sjön finns badplatser och flera andra fritidsaktiviteter samt fartygstrafik med ett fartyg som liknar en amerikansk hjulångare. Ett regionalmuseum erbjuder bland annat informationer om sjöns växt- och djurliv.